# Национальный стадион Ёёги
Национальный стадион Ёёги (яп. 国立代々木競技場, Хепберн: Кокурицу Ёёги Кёги-дзё, англ. Yoyogi National Gymnasium) — представляет собой спортивный комплекс, расположенный в Парке Ёёги (специальный район Токио, Сибуя).

## Строительство

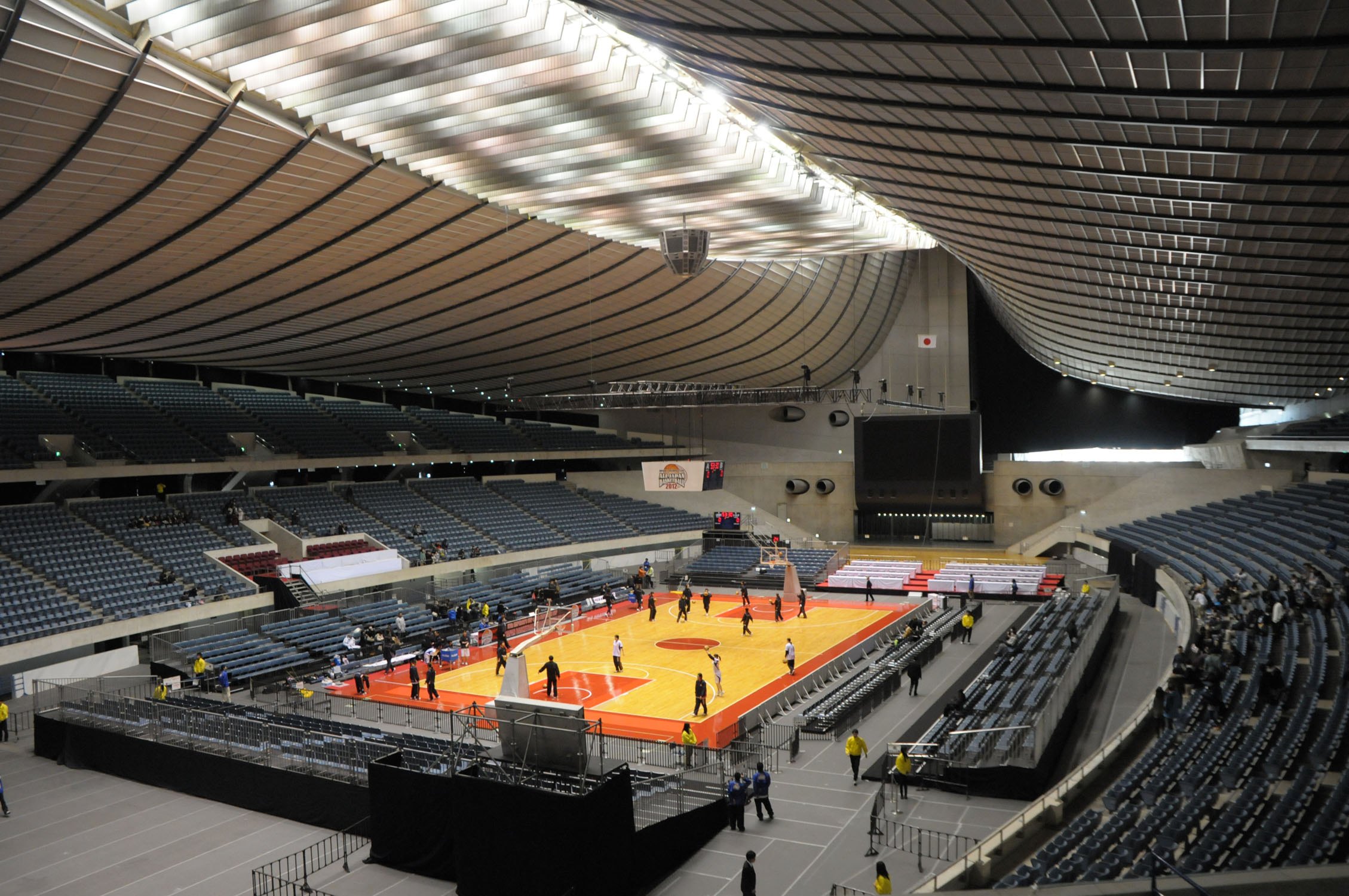
Внутренний вид 1-го зала

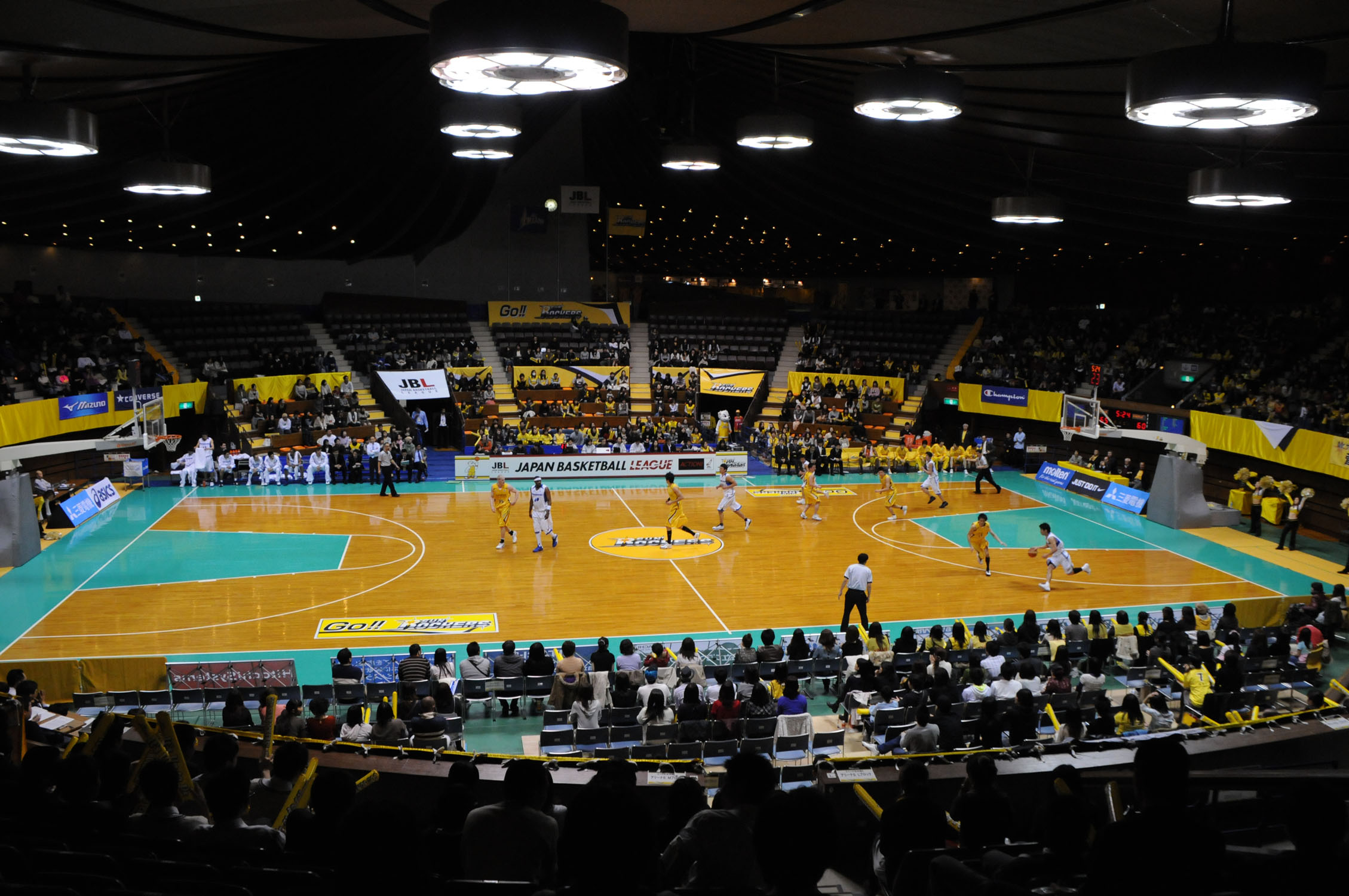
Внутренний вид 2-го зала

### История
В 1959 году в Японии было принято решение подать заявку на проведение летних Олимпийских игр 1964 года.
Первоначально был разработан план создания нового «крытого общего стадиона» вместимостью до 20 000 человек, предназначенного для занятий дзюдо, который стал бы главным сооружением Олимпийских игр в Токио. Местом строительства предполагался парк Синдзюку-гёэн,
Но в октябре 1961 года Было решено, что Олимпийская деревня и крытый общий стадион будут построены в расположение казарм армии США «Вашингтон-Хайтс», где есть такие объекты, как Парк Ёёги, Молодёжный центр, NHK и Oda Field.
Была отобрана группа дизайнеров в составе:
- (Строительство / Комплексный дизайн) Кензо Танге (доцент Токийского университета)
- (Структура) Йошикацу Цубои (профессор Токийского университета)
- (Оборудование) Уичи Иноуэ (профессор, Университет Васэда)

### Начало проекта
Здание было спроектировано Кендзо Танге и известно как репрезентативная работа Танге.
И в 1-м, и во 2-м зале используется та же технология подвесной конструкции, что и для подвесного моста. Вся крыша подвешена на двух основных опорах в 1-м спортзале и одной во 2-м спортзале. Это необычная конструкция без колонн внутри, призванная сосредоточить внимание зрителей на соревновании.
Строительные работы начались 1 февраля 1963 года и были завершены 31 августа 1964 года.

## Спортивные мероприятия
В октябре 1964 года Олимпийские игры в Токио начались эффектно, с соревнований по плаванию в главном здании (первая арена) и соревнований по баскетболу в пристройке (вторая арена). Кроме того, после Олимпийских игр в ноябре был проведен «Международный спортивный турнир для людей с ограниченными физическими возможностями (Паралимпийские игры)» с центром на стадионе Ёёги.
После Олимпийских игр в Токио первый тренажерный зал был оборудован такими удобствами, как бассейн летом и площадка для катания на коньках зимой, а в бассейне был уложен пол, чтобы его можно было использовать как спортзал.
В спортивных соревнованиях возросло использование международных соревнований по фигурному катанию, таких как «Чемпионат мира по фигурному катанию» и «Чемпионат мира по хоккею с шайбой», и в ноябре 1977 года на ледовом стадионе был временно установлен пол ". Турнир Кубка мира '77 ". Мероприятие проводилось с полом на льду, а в мае следующего года бассейн был преобразован в пол для проведения «Ежегодного съезда Ротари Интернэшнл».
- Финальный раунд чемпионата мира по волейболу (мужчины) 1998
- Группа А чемпионата мира по волейболу (женщины) 1998
- На летних олимпийских играх 2020 года прошли соревнования по гандболу.